# Leléka (Band)
Leléka (ukrainisch für „Storch“) ist ein in Berlin ansässiges Folk-Jazz-Quartett um die ukrainische Sängerin Viktoria Leléka.

## Geschichte
Die Band mit Robert Wienröder (Piano), Thomas Kolarczyk (Bass) und Jakob Hegner (Schlagzeug) wurde von der Sängerin und Komponistin Viktoria Leléka im Frühjahr 2016 in Berlin gegründet. Mittlerweile ist Povel Widestrand der Pianist. Bereits in den ersten Jahren wurde die Band ausgezeichnet, wie unter anderem dem ersten Platz beim Europäischen Burghauser Nachwuchs-Jazzpreis im Jahr 2018, dem ersten Platz beim Creole Global Music Contest 2017 oder dem zweiten Platz beim Münchner Jazzpreis 2019. Die Band absolvierte Tourneen, Festivals und Konzerten in Deutschland, der Ukraine, Schweden, Polen, Österreich und Tschechien und steuerte den Titelsoundtrack für die ukrainische Historienserie „There Will Be Humans“ bei.
Seit 2021 arbeitet Leléka mit dem Label GLM zusammen. Mit ihrem Album „Sonce u Serci“ (ukrainisch für „Sonne in deinem Herzen“) wurden sie als „Band des Jahres 2022“ für den Deutschen Jazzpreis nominiert.

## Diskografie
- Leléka & Maksym Berezhniuk Rizdvo (GLM, 2023)[3]
- Sonce u Serci (Fine, 2021)
- Tuman (2019)

EPs
- І будуть люди (2020)
- Leléka EP (2017)

Singles
- „Sirka Polynj“ (2021)
- „Sonce u Serci“ (2021)
- „Dolyna Shyroka“ (2021)
- „Нічия“ (2021)